# Székely Endre
Székely Endre, Braun (Budapest, Erzsébetváros, 1912. április 6. – Budapest, 1989. április 14.) kétszeres Erkel Ferenc-díjas zeneszerző, karnagy, főiskolai tanár.

## Élete
Braun Lipót kereskedő és Winkler Gizella (1888–1975) gyermekeként született az erzsébetvárosi Akácfa utca 27. szám alatt. Apját fiatalon elvesztette, majd édesanyja következő férje, Székely Vilmos (1883–1958) magánhivatalnok örökbe fogadta és nevére vette. 1932 és 1935 között a budapesti Zeneművészeti Főiskola zeneszerzés tanszakán Siklós Albert, Kodály Zoltán és Molnár Antal növendéke volt. 1937-ben zeneszerzői diplomát szerzett.
A második világháború alatt munkaszolgálatos volt. 1943 novemberében tért haza, s a következő év tavaszán szerzői estet adott Járdányi Pállal, Mihály Andrással és Sugár Rezsővel a Zeneakadémia Kistermében. Részt vett az ellenállásban, majd Magyarország német megszállását követően bujkálni kényszerült.
1945-ig a Bőrös Szakszervezet kórusát vezette, a Vándor-kórusban Vándor Sándor helyettese volt. 1945-ben Járdányi Pállal megszervezte a Magyar Zeneművészek Szabad Szakszervezetét, majd Szendrő Ferenccel közösen a Szociáldemokrata Párt és a Kommunista Párt közös szervezetét, a Munkás Kultúrszövetséget. Az összes magyar kórust összefogó Bartók Szövetség főtitkára volt. 1950-től 1952-ig a Magyar Rádió kórusát vezette. 1952-ben Sztálinvárosban (ma Dunaújváros) vegyeskart alapított, amelynek 1956-ig maradt vezetője. 1960-ban kinevezték a budapesti Felsőfokú Tanítóképző Intézet tanárává, ahol 1972-ben nyugdíjaztatásáig tanított. Az 1960-as években megújította zenei eszköztárát, felzárkózott a korszerű zeneszerzéshez. 1967 körül kialakította saját zenei nyelvét. 1986–88 csúcspont volt zeneszerzői pályáján. Kompozícióival sikereket ért el itthon és külföldön (Darmstadtban). Vokális és színpadi műveket, zenekari és versenyműveket, kamarazenei és szólódarabokat írt.

## Magánélete
Házastársa Horváth Ilona Margit (1912–1979) tanár, a pedagógiai tudományok kandidátusa volt, akit 1939. szeptember 23-án Budapesten, az Erzsébetvárosban vett nőül.

## Főbb művei
- Vörös Rébék (ballada, 1946; átdolgozás: 1957)
- Aranycsillag (operett, 1950)
- Petőfi (kantáta, 1952)
- József Attila (kantáta, 1954)
- Vízirózsa (opera, 1958)
- Dózsa György (oratórium, 1958)
- 3 fúvósötös (1953, 1961, 1966)
- 5 Vonósnégyes (1954, 1958, 1961, 1972, 1981)
- Musica notturna (1968)
- Trió (ütők, zongora, 1969)
- Hegedű-szólószonáta (1980)
- II. hegedű-szólószonáta (1988)

## Díjai, elismerései
- Erkel Ferenc-díj (1954, 1980)
- Szocialista Munkáért érdemérem (1955)
- Munka Érdemrend arany fokozata (1970)
- Magyar Népköztársaság Csillagrendje (1987)